# Diagonale relatie

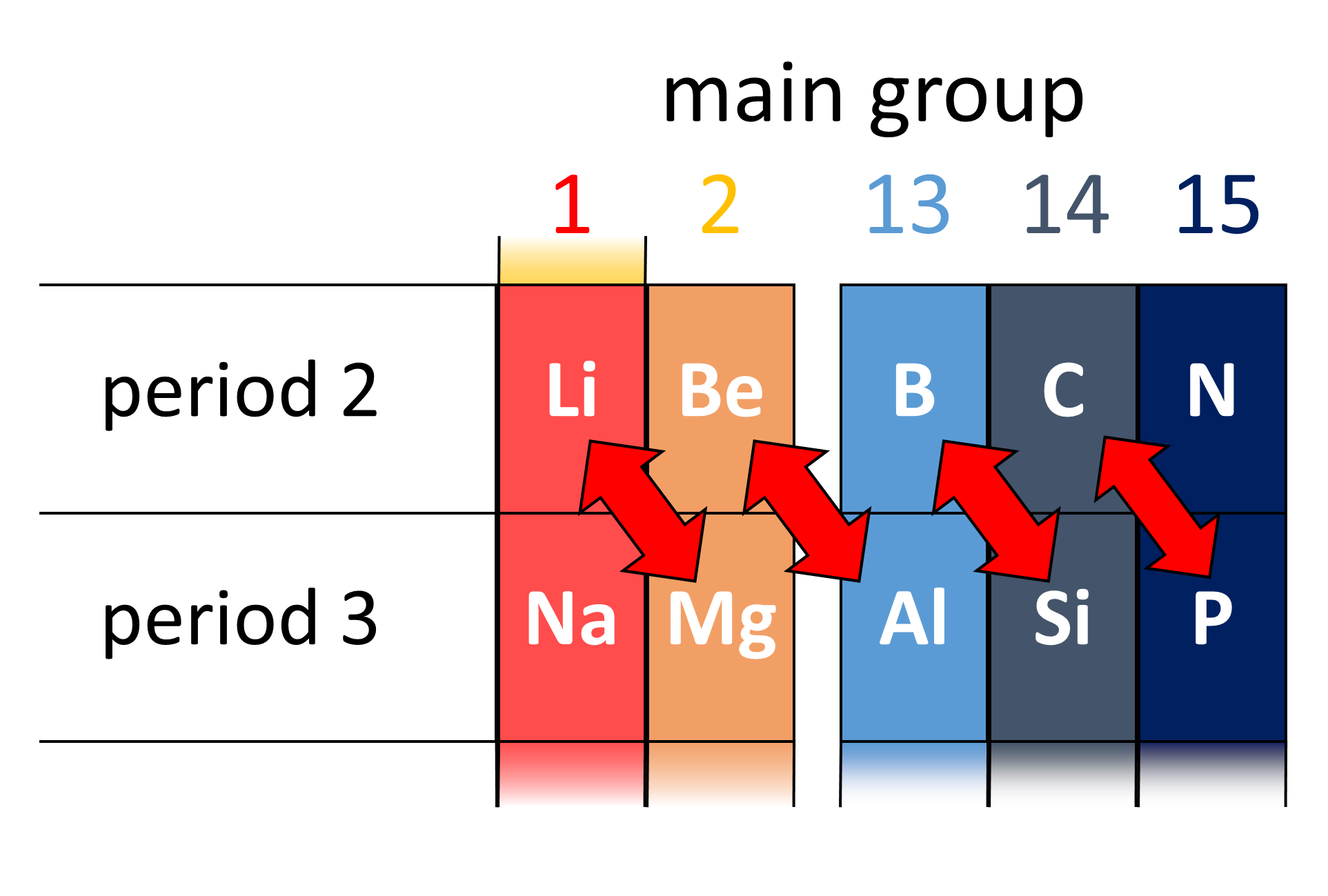
Grafische weergave van voorbeelden van diagonale relaties in het periodiek systeem

In de scheikunde wordt gezegd dat er een relatie bestaat tussen een aantal elementen die in het periodiek systeem diagonaal naast elkaar staan in de tweede en derde periode. Deze paren, {\displaystyle {\ce {Li\ \Longleftrightarrow \ Mg,Be\ \Longleftrightarrow \ Al,B\ \Longleftrightarrow \ Si}}}, etc. hebben gemeenschappelijke eigenschappen. Zo zijn boor en silicium beide halfgeleiders, vormen halides die in water hydrolyseren en hebben beide zuurvormende oxides.
Het weergeven van de elementen in het periodiek systeem in rijen en kolommen maken sommige periodieke trends duidelijker. In het periodiek systeem naar rechts gaan heeft een daling van de atoomstraal tot gevolg. Naar beneden gaan in het periodiek systeem heeft juist het tegenovergestelde effect, de atoomstraal wordt groter.
Op dezelfde wijze worden de elementen gaande van links naar rechts door een periode meer covalent bindend, minder basisch en elektronegatiever, terwijl naar beneden gaand in een groep de elementen meer ionogeen, basischer en minder elektronegatief. Schuin naar rechts en naar beneden gaand werken de twee effecten elkaar tegen, wat tot gevolg heeft dat vaak sterke overeenkomsten gevonden worden tussen deze elementen op het gebied van atoomgrootte, elektronegativiteit, eigenschappen van verbindingen.
De precieze verklaring van de diagonale relaties wordt nog niet volledig begrepen. Duidelijk lijkt wel dat ladingsdichtheid een rol speelt. De ladingspotentiaal op het eenwaardige kleine lithium-ion is vrijwel gelijk aan die van het iets grotere tweewaardige magnesium-ion. De ladingsdichtheid van lithium komt daardoor veel meer overeen met die van magnesium dan met de overige alkali-ionen.
Het Li-Mg-paar als voorbeeld gebruikend (onder standaard omstandigheden):
1. In combinatie met zuurstof onder standaard omstandigheden vormen lithium en magnesium alleen de gewone oxides {\displaystyle {\ce {(Li2O, MgO)}}}. Natrium vormt ook peroxides {\displaystyle {\ce {(Na2O2)}}} en de hogere alkalimetalen vormen ook superoxides {\displaystyle {\ce {(KO2)}}}.
2. Li is het enige element in groep 1 dat een stabliel nitride {\displaystyle {\ce {(Li3N)}}} vormt.[3] Mg, en ook ander elementen uit groep 2 vormen ook stabiele nitrides.[3]
3. Lithiumcarbonaat, fosfaat en fluoride zijn allemaal matig oplosbaar, in tegenstelling tot de andere alkali-zouten van die anionen. De elementen uit groep 2 vormen alleaal onoplosbare zouten met deze anionen. Rooster- en solvatatie-energie zijn hier de belangrijke factoren.
4. Zowel lithium als magnesium vormt covalente organometaalverbindingen. Zowel {\displaystyle {\ce {LiCH3}}} als {\displaystyle {\ce {Mg(CH3)2}}} (Grignard-reagens) is een belangrijk synthetisch reagens. De overige elementen uit groep 1 en 2 vormen ionogene organometaalbindingen en zijn extreem reactief, en daardoor lastig te manipuleren.[4]
5. De chlorides van lithium en magnesium vervloeien met behulp van vocht dat ze uit de lucht onttrekken en zijn oplosbaar in ethanol en pyridine.
6. Lithiumcarbonaat en magnesiumcarbonaat zijn alle twee instabiel bij verhitten en geven dan de corresponderende oxide en koolstofdioxide.

{\displaystyle {\ce {Li2CO3\ ->[{\ce {\Delta }}]\ Li2O\ +\ CO2\uparrow }}}
{\displaystyle {\ce {MgCO3\ ->[{\ce {\Delta }}]\ Mg2O\ +\ CO2\uparrow }}}
Hoewel minder uitgesproken zijn er voorstellen gedaan om de diagonale relaties uit te breiden met {\displaystyle {\ce {C\ \Longleftrightarrow \ P,N\ \Longleftrightarrow \ S}}} en een uitbreiding van {\displaystyle {\ce {Li\ \Longleftrightarrow \ Mg,Be\ \Longleftrightarrow \ Al}}} naar de overgangsmetalen en bijvoorbeeld scandium er bij te betrekken.